# Привреда Републике Српске
Последице рата 1991-1995. године оставиле су тешко наслеђе за привреду Републике Српске као и читаве Босне и Херцеговине. Укупне ратне штете у БиХ се цене са 100 млрд USD од чега око једне трећине отпада на Републику Српску.
Економски опоравак Босне и Херцеговине и Републике Српске након 1995. године иде веома споро. То се види посебно преко кретања БДП per capita. У 2002. години у читавој БиХ овај индикатор се процењује са 1200-1300 USD док је на почетку 1992. он износио cca 2200 USD.
Повратак на предратно стање, са cca 2200 USD per capita се очекује тек 2010. године, дакле потребно је 18 година да би се ниво економске развијености вратио на предратни ниво. Будућа стопа раста се процењује између 6 и 7% годишње.
Ако се пође од прага сиромаштва од 1800 Конвертибилних марака per capita, онда се 24% становништва у Републици Српској и 20% становништва у ФБиХ налази у тој зони.

## Економске структуре становништва и запосленост
У Републици Српској, према последњем попису становништва, 1996. године категорија радно способног становништва је обухватала 892923 лица или 64,2% од укупног броја становника те године.
На основу тенденција у учешћу активног становништва према пописима у СФРЈ у 1971, 1981. и 1991. години (становништво, упоредни подаци за 1971, 1981. и 1991, Статистички билтен 265, Сарајево, 1998), може се запазити да је стопа раста активног становништва била 1,502%, лица са личним приходом 4,934%, а издржаваних лица -0.373%. Општа стопа активности у овом периоду била је 34,6% 1971. године, 37,7% 1981. године и 40,7% 1991. године. Узимајући ове тенденције у обзир, може се оцијенити да је учешће активног становништва у укупном становништву Републике Српске у 1999. години око 43,5%.
Структура становништва према дјелатностима обезбјеђује информације о основним изворима за живот становништва, као и о структури привреде у цјелини. Дјелатност се може дефинисати као врста производње или услуга којом се бави привредни субјект, а у оквиру којих становништво обавља конкретан рад у циљу прибављања средстава за живот. За сада нема прецизних података о структури становништва према дјелатности.
Према званичним подацима у 1999. години запослено је 15,24% становништва.

## Основне карактеристике о запослености
- доминантан број запослених је још увијек у државном сектору привреде. На основу званичних података ово учешће је веома високо и износи око 90%. Када се узме у обзир структура друштвеног производа Републике Српске, у којој државни сектор учествује у 1998. години са 45,78%, а приватни сектор са 42,86%, тада је јасно да је учешће броја запослених у приватном сектору својине далеко веће, а у односу на оно које је евидентирано у приватним радњама (8,2%) барем два пута, тако да се може процијенити да је учешће запослених у државном сектору између 75 и 80%
- највећи број запослених је у индустрији (37,71%)
- из распореда запослених према дјелатностима може се даље запазити да је високо учешће запослених у државним органима и јавним институцијама (9,69%), а затим трговини (8,57%) и образовању, науци, култури и информисању (7,41%).
- реално се може очекивати да је учешће запослених у пољопривреди веће, него што то званични подаци показују, јер треба уважити све проблеме у вези са евидентирањем запослених у пољопривреди. На овакав закључак нарочито упућује структура ГДП-а за Републику Српску, у којој у 1999. години индустрија учествује са 21,86%, а пољопривреда са 23,78%. Може се закључити и то да је учешће пољопривреде у ГДП-у у сталном паду, тако да у Републици Српској овај пад иде по стопи од -5.332%, што упућује и на пад запослености у пољопривреди. Структура запослених према степену стручног образовања има посебан значај због чињенице да производња не зависи само од броја запослених радника, него и од њиховог квалификационог састава. Може се запазити да је код запослених у Републици Српској доминантно учешће запослених са средњом стручном спремом и квалификованих радника, који обухватају 54,85% укупног броја запослених у државним и друштвеним предузећима. Као што је и логично очекивати, најмања је заступљеност магистара и доктора наука, свега 0,44%.

Један дио активног становништва који није запослен ни у државном ни у приватном сектору, а не спада ни у приватне занатлије или пољопривреднике, представља незапослено становништво. Активно становништво у свом саставу обухвата и категорије прикривене, недовољне или лажне запослености. При томе треба напоменути да појам пуне запослености не подразумијева нужно ангажовање свих становника неке земље, него присутну незапосленост од 1.5 — 2% или по америчким оцјенама 3.5 — 4%. Свако присуство незапослености по учешћу, појавном облику и врсти има штетно дејство, а висока незапосленост може да узрокује тешке економске, социјалне, па чак и политичке посљедице. Стварну незапосленост није једноставно утврдити, када се имају у виду тешкоће за одређивање критеријума код дефинисања незапослености, као и методологије и начина обухватања. У пракси то значи да се поред регистроване незапослености, мора узети у обзир прикривена, недовољна или лажна незапосленост, а посебно је тешко статистичко обухватање рада „на црно"; и радника „на чекању“. У том смислу, обухват података на овом плану још је недостатан, тако да се прије свега прати регистрована незапосленост на бази података Републичког завода за запошљавање.  Може се запазити да је у послијератном периоду присутна стална тенденција раста лица која траже запослење.
Највећу групу незапослених чини група висококвалификованих и квалификованих радника, као и неквалификованих радника, а заједно са незапосленима са средњом стручном спремом, учешће ове три групе износи 93,65%. Може се закључити да се радници са вишим нивоима стручног образовања лакше запошљавају. Ово показује и коефицијент просте линеарне корелације између запослених и незапослених према нивоима образовања р = 0.785 који показује да између ових распореда постоји изражена, али не и висока истосмјерна веза, што потврђује претходне наводе.
Године 1998. било је 61,74% посто незапослених, тј. око 40% у односу на активно становништво.
Процјена стопе незапослености није једноставан задатак у случајевима када се не располаже адекватном базом података.
Може се запазити да је стопа незапослености веома висока. То се посебно види ако се изврши упоређење са неким одабраним земљама у транзицији: тако нпр. стопа незапослености, укључујући раднике на чекању, за Федерацију БиХ износи 36,58%, за Бугарску 14,3%, за Хрватску 16,4%, за Чешку 4,0%, за Мађарску 10,7%, за Северну Македонију 24,9%, за Пољску 12,3%, за Словачку 13,0% и за Словенију 14,3%. Ови подаци јасно показују да је по питању незапослености Република Српска у веома деликатној ситуацији, што значи да у наредном периоду овом проблему треба посветити нарочиту пажњу, у ком смислу стратегија економског развоја и мјере економске политике морају одиграти посебну улогу на овом плану. Имајући на уму процес приватизације који је у току, то упућује на закључак да ће овај задатак у наредном периоду бити и примаран и веома тежак за рјешавање.

## Основна обележја индустрије
Код индустрије Републике Српске кључна карактеристика се односи на пад њеног удела у структури привреде јер оно сада износи 24% (1999. година) према ранијих 35-40%. Ово је у првом реду последица ниског кориштења капацитета, а које се креће од 15-20%.
Од других карактеристика индустрије РС потребно је истаћи:
- Структуру, која је врло неповољна јер по проценама, на пропулзивне гране отпада само 20%, а на помоћне гране око 22% те енергетске гране 31% и коначно на стационарне гране (производње широке потрошње) 27%;
- Велику застарелост основних средстава, где се просечна стопа отписаности цени са 70% док је за опрему отписаност знатно већа — 80-85%. Поређења ради, у бившој Југославији је отписана вредност основних средстава привреде износила 51%, а опреме 66% (према подацима за 1987. годину);
- Ниску ефикасност, а где се цени да просечни капитални коефицијент прелази 5

## Основна обележја пољопривреде
У предратном периоду (према подацима за 1991) Република Српска је била изнад просека БиХ у важним показатељима развијености пољопривреде. Најпре то се односи на величину просечног пољопривредног газдинства које је на простору РС износило 4,89 ha, што је знатно веће у односу на просек целе БиХ од 4,06 ha. Други значајан податак се односи на пољопривредну производњу где је на простору садашње Републике Српске остваривано 2/3 производње пшенице те 3/4 производње кукуруза од укупне производње у читавој Босни и Херцеговини.
И код сточног фонда постоји предност простора који данас покрива Република Српска. Истина у рату је сточни фонд приближно преполовљен те се сада мора убрзано обнављати ова пољопривредна грана с обзиром на њену високу рентабилност у односу на ратарство и с обзиром на повољне земљишне претпоставке.
Садашња производња основних ратарских култура (према подацима за 2002) износи у Републици Српској, за пшеницу 188 хиљада тона, а за кукуруз 670 хиљада тона. По овим показатељима производња кукуруза per capita у Републици Српској има преимућство и у односу на бившу Југославију док су у производњи пшенице ови показатељи неповољнији.
По уделу у стварању БДП-а пољопривреда партиципира са cca 24-25%, слично као и индустрија. Ово је резултат укупног пада привредне активности у Републици Српској, посебно индустрије, а не апсолутног пораста пољопривреде.
У погледу мера економске политике за даљи развој аграра Републике Српске, поред осталог, потребно је:
- посветити релативно већу пажњу повећању производње у сточарству те у производњи индустријског и крмног биља;
- афирмисати стабилизациону улогу робних резерви;
- подстицати пољопривредну производњу субвенцијама преко премија и регреса.

## Приоритети у привредном развоју
Међу приоритете развоја Републике Српске спадају:
- аграрни сектор, у овом домену РС треба постати билансно позитивна у спољнотрговинској размени;
- развој дрвнопрерађивачког домена, где до сада доминира примарна производња;
- формирање комплекса на бази прераде боксита и глинице;
- изградња енергетских објеката;
- изградњу инфраструктуре: ауто-пут Шамац — Плоче, ауто-пут Градишка — Бања Лука, гасовод Зворник — Нови Град;
- подстицање туризма због значајних природних и антропогених фактора;
- активирање неких од бивших великих пословних система индустрије, који су раније били кључни извозни субјекти;
- преусмерење кредитног потенцијала са увоза трајних добара становништва на продуктивне инвестиције.

Развојне шансе Босне и Херцеговине и Републике Српске налазе се посебно у:
- географској близини земаља Европске уније
- релативно јефтиној и образованој радној снази;
- релативно богатим природним ресурсима као што су обрадиво земљиште, дрвна маса, руде боксита, жељезна руда и сл. Овде свакако треба користити што више фаза прераде како би се ишло до пунијег кориштења властитих фактора, укључујући и радну снагу.

У вези са стимулацијом и подршком развоју средњих и малих предузећа, могу се навести могућности финансијске подршке за средња и мала предузећа преко буџета, финансијска подршка ИРБРС, стварање развојног фонда за СМП, формирања агенција за помоћ СМП, обезбеђења олакшица и сл.